# Pekachjáš
Pekachjáš (hebrejsky: פְּקַחְיָה‎, Pekachja), v českých překladech Bible přepisováno též jako Pekachiáš či Pekachia, byl v pořadí sedmnáctým králem Severního izraelského království. Jeho jméno se vykládá jako „Otevřel (oči) Hospodin“. Dle názoru moderních historiků a archeologů vládl asi v letech 737 až 735 př. n. l. Podle kroniky Davida Ganse by však jeho kralování mělo spadat do let 3165–3167 od stvoření světa neboli do rozmezí let 597–594 před naším letopočtem, což odpovídá 2 letům vlády, jak je uvedeno v Druhé knize králů.
Pekachjáš byl synem krále Menachéma a v Samaří začal vládnout po smrti svého otce, což bylo v 50. roce vlády judského krále Azarjáše. Pekachjáš během své krátké vlády pokračoval v politice svého otce, jež spočívala ve vazalství k asyrskému králi. Zřejmě kvůli této poplatnické politice se proti němu spikl jeho štítonoš Pekach, syn Remaljášův, který ho ubil v paláci královského domu a sám místo něj usedl na izraelský královský trůn.
| Králové Izraelského království | Králové Izraelského království | Králové Izraelského království |
| ------------------------------ | ------------------------------ | ------------------------------ |
| Předchůdce: Menachém           | 737–735 př. n. l. Pekachjáš    | Nástupce: Pekach               |